# Dawda Ngum
Dawda Ngum (ur. 2 września 1990 w Bandżulu) – gambijski piłkarz grający na pozycji środkowego pomocnika. Od 2022 jest bez klubu.

## Kariera piłkarska
Swoją piłkarską karierę Ngum rozpoczął w klubie BK Olympic z Malmö. W 2008 roku zadebiutował w jego barwach na szóstym poziomie rozgrykowym w Szwecji. W 2009 roku awansował z nim na piąty poziom, a w 2010 na czwarty. W 2013 roku odszedł do trzecioligowego Trelleborgs FF. Zadebiutował w nim 27 kwietnia 2013 w przegranym 0:2 wyjazdowym meczu z Utsiktens BK. W Trelleborgu grał przez dwa sezony.
Na początku 2015 Ngum przeszedł do innego trzecioligowego klubu FC Höllviken. Swój debiut w nim zaliczył 12 kwietnia 2015 w zremisowanym 0:0 domowym meczu z Qviding FIF. W FC Höllviken spędził dwa lata.
W 2017 roku Ngum został zawodnikiem trzecioligowego FC Rosengård 1917. Swój debiut w nim zanotował 15 kwietnia 2017 w przegranym 0:1 domowym meczu z Skövde AIK. Grał w nim przez rok. W 2018 roku ponownie grał w BK Olympic.
W połowie roku Ngum przeszedł do grającego na trzecim poziomie, duńskiego klubu, Brønshøj BK. W 2019 trafił do drugoligowego FC Roskilde, w którym zadebiutował 26 lipca 2019 w przegranym 0:3 wyjazdowym spotkaniu z Viborgiem. W 2020 wrócił do Brønshøj. W sezonie 2020/2021 spadł z nim do czwartej ligi, a następnie stał się wolnym zawodnikiem.
| Sezon   | Klub              | Kraj    | Rozgrywki   | Mecze | Gole |
| ------- | ----------------- | ------- | ----------- | ----- | ---- |
| 2008    | BK Olympic        | Szwecja | Division 4  | ?     | ?    |
| 2009    | BK Olympic        | Szwecja | Division 4  | ?     | ?    |
| 2010    | BK Olympic        | Szwecja | Division 3  | 19    | 0    |
| 2011    | BK Olympic        | Szwecja | Division 2  | 20    | 1    |
| 2012    | BK Olympic        | Szwecja | Division 2  | 20    | 2    |
| 2013    | Trelleborgs FF    | Szwecja | Division 1  | 21    | 0    |
| 2014    | Trelleborgs FF    | Szwecja | Division 1  | 14    | 0    |
| 2015    | FC Höllviken      | Szwecja | Division 1  | 13    | 0    |
| 2016    | FC Höllviken      | Szwecja | Division 1  | 19    | 1    |
| 2017    | FC Rosengård 1917 | Szwecja | Division 1  | 17    | 0    |
| 2018    | BK Olympic        | Szwecja | Division 2  | 9     | 0    |
| 2018/19 | Brønshøj BK       | Dania   | 2. Division | 18    | 0    |
| 2019/20 | FC Roskilde       | Dania   | 1. Division | 11    | 0    |
| 2019/20 | Brønshøj BK       | Dania   | 2. Division | 14    | 0    |
| 2020/21 | Brønshøj BK       | Dania   | 2. Division | 18    | 0    |

## Kariera reprezentacyjna
W reprezentacji Gambii Ngum zadebiutował 9 czerwca 2015 w zremisowanym 1:1 towarzyskim meczu z Ugandą, rozegranym w Kampali. W 2022 roku został powołany do kadry na Puchar Narodów Afryki 2021. Rozegrał na nim jeden mecz, w 1/8 finału z Gwineą (1:0).